# آدام ویرسیوخ
آدام ویرسیوخ (انگلیسی: Adam Wiercioch؛ زادهٔ ۱ نوامبر ۱۹۸۰) از برندگان مدال‌های بازی‌های المپیک تابستانی و شمشیرباز اهل لهستان است.